# Paracles juruana
Paracles juruana là một loài bướm đêm thuộc phân họ Arctiinae, họ Erebidae.